# Pasquale Pepe
Pasquale Pepe (Tolve, 4 febbraio 1975) è un politico italiano.

## Biografia
Di professione avvocato, nel 2000 è eletto consigliere comunale e nominato vicesindaco e assessore del comune di Tolve, di cui è stato sindaco dal 2005 al 2010 e di nuovo consigliere comunale dal 2010 al 2015.
Nel luglio 2014 è nominato assessore all'Ambiente del comune di Potenza nella giunta di centrodestra del sindaco Dario De Luca, restando in carica fino al 31 marzo 2015, quando si dimette per annunciare la ricandidatura a sindaco di Tolve, venendo rieletto per il secondo mandato e riconfermato poi anche nel 2020.
Alle elezioni politiche del 2018 è il primo lucano ad essere eletto al Senato della Repubblica nella Lega.
Nel gennaio 2020 firma, insieme ad altri cinque leghisti, per il referendum sul taglio dei parlamentari, messo in forse dal ritiro di un gruppo di esponenti di Forza Italia. Le firme depositate in Cassazione hanno raggiunto quota 71, sette in più del necessario.
Alle elezioni politiche del 2022 è candidato alla Camera per la Lega, ma non viene eletto.
Il 21 novembre 2022 assume l'incarico di segretario regionale della Lega in Basilicata.
Il 28 novembre 2022 viene nominato Consigliere per il Sud del Vicepresidente del Consiglio dei ministri a Palazzo Chigi da Matteo Salvini.
Alle elezioni regionali in Basilicata del 2024 con 4.583 preferenze, viene eletto consigliere regionale nella coalizione di centrodestra a sostegno del già Presidente Vito Bardi, riconfermato per il secondo mandato. Risulta primo per preferenze nel suo partito, la Lega, quarto per preferenze nella coalizione di centrodestra e sesto tra tutti i candidati consiglieri concorrenti.